# Frederic Hanselmann
Frederic Hanselmann (ur. 10 lutego 1978 r. w Ste Croix) – szwajcarski wioślarz.

## Osiągnięcia
- Mistrzostwa Świata Juniorów – Poznań 1995 – czwórka podwójna – 11. miejsce[1].
- Mistrzostwa Świata Juniorów – Glasgow 1996 – ósemka – 8. miejsce[1].
- Mistrzostwa Świata – Lucerna 2001 – czwórka bez sternika wagi lekkiej – 5. miejsce[1].
- Mistrzostwa Świata – Sewilla 2002 – czwórka bez sternika wagi lekkiej – 14. miejsce[1].
- Mistrzostwa Świata – Monachium 2007 – dwójka podwójna wagi lekkiej – 18. miejsce[1].
- Mistrzostwa Świata – Poznań 2009 – jedynka wagi lekkiej – 19. miejsce[1].